# Our Lives
Our Lives è una canzone del gruppo alternative rock statunitense The Calling, pubblicata come singolo di lancio del loro secondo album Two nel 2004. Ha raggiunto la posizione numero 13 della Official Singles Chart nel Regno Unito, mentre ha avuto meno successo negli Stati Uniti, fallendo l'accesso alla Billboard Hot 100. La canzone è stata utilizzata nella colonna sonora della breve serie televisiva Clubhouse della CBS.

## Tracce
CD-Maxi RCA 82876-59796-2
1. Our Lives – 3:55
2. For You (versione acustica) – 3:27
3. London Calling (Live) – 2:09

## Classifiche
| Classifica (2004)          | Posizione massima |
| -------------------------- | ----------------- |
| Australia                  | 63                |
| Austria                    | 72                |
| Danimarca                  | 17                |
| Francia                    | 65                |
| Germania                   | 63                |
| Italia                     | 11                |
| Paesi Bassi                | 65                |
| Regno Unito                | 13                |
| Stati Uniti                | 125               |
| Stati Uniti (pop)          | 34                |
| Stati Uniti (adult top 40) | 16                |
| Svezia                     | 50                |
| Svizzera                   | 72                |